# Шарап 2-й
Шарап 2-й (Шарап) — река в России, протекает в Прокопьевском и Новокузнецком районах Кемеровской области. Длина реки составляет 33 км.
Река начинается к востоку от деревни Плодопитомник, между деревней Манеиха и гривой Мухарева. Течёт в юго-восточном направлении до посёлка Металлургов, затем поворачивает на юг. В дальнейшем течёт по поросшей лесом долине, через деревни Шарап, Подгорный, Глуховка. Устье реки находится в 16 км от устья реки Аба по левому берегу, на территории населённого пункта Загорский.

## Рыба
В реке Шарап второй водится рыба, такая как чебак, пескарь, окунь, карась.

## Данные водного реестра
По данным государственного водного реестра России относится к Верхнеобскому бассейновому округу, водохозяйственный участок реки — Томь от истока до города Новокузнецк, без реки Кондома, речной подбассейн реки — Томь. Речной бассейн реки — (Верхняя) Обь до впадения Иртыша.